# الزبانية
الزَّبانية هم خَزَنَة جهنم، وهم من الملائكة، ورد ذكرهم في القرآن الكريم في سورة العلق: ﴿فَلْيَدْعُ نَادِيَهُ ۝١٧ سَنَدْعُ الزَّبَانِيَةَ ۝١٨﴾ [العلق:17–18]، ومما جاء في وصفهم أنهم ملائكة غلاظ شداد.

## ذكرهم في القرآن
قوله تعالى: ﴿فَلْيَدْعُ نَادِيَهُ ۝١٧ سَنَدْعُ الزَّبَانِيَةَ ۝١٨﴾ [العلق:17–18] قوله تعالى: ﴿فَلْيَدْعُ نَادِيَهُ﴾ أي أهل مجلسه وعشيرته، فليستنصر بهم ﴿سَنَدْعُ الزَّبَانِيَةَ﴾ أي الملائكة الغلاظ الشداد، - عن ابن عباس وغيره - واحدهم زبني ; قاله الكسائي. وقال الأخفش: زابن. أبو عبيدة: زبنية. وقيل: زباني. وقيل: هو اسم للجمع ; كالأبابيل والعباديد. وقال قتادة: هم الشرط في كلام العرب. وهو مأخوذ من الزبن وهو الدفع ; ومنه المزابنة في البيع. وقيل: إنما سموا الزبانية لأنهم يعملون بأرجلهم، كما يعملون بأيديهم ; حكاه أبو الليث السمرقندي قال: وروي في الخبر أن النبي - - لما قرأ هذه السورة، وبلغ إلى قوله تعالى: ﴿لَنَسْفَعًا بِالنَّاصِيَةِ﴾ قال أبو جهل: أنا أدعو قومي حتى يمنعوا عني ربك. فقال الله: ﴿فَلْيَدْعُ نَادِيَهُ * سَنَدْعُ الزَّبَانِيَةَ﴾. فلما سمع ذكر الزبانية رجع فزعا ; فقيل له: خشيت منه قال لا ولكن رأيت عنده فارسا يهددني بالزبانية. فما أدري ما الزبانية، ومال إلي الفارس، فخشيت منه أن يأكلني. وفي الأخبار أن الزبانية رؤوسهم في السماء وأرجلهم في الأرض، فهم يدفعون الكفار في جهنم وقيل: إنهم أعظم الملائكة خلقا، وأشدهم بطشا. والعرب تطلق هذا الاسم على من اشتد بطشه.
قال الشاعر:
وعن عكرمة عن ابن عباس: سندع الزبانية قال: قال أبو جهل: لئن رأيت محمدا يصلي لأطأن على عنقه. فقال محمد صلى الله عليه وسلم -: «لو فعل لأخذته الملائكة عيانا». قال أبو عيسى: [ ص: 113 ] هذا حديث حسن صحيح غريب. وروى عكرمة عن ابن عباس قال: مر أبو جهل على النبي - - وهو يصلي عند المقام، فقال: ألم أنهك عن هذا يا محمد فأغلظ له رسول الله - - ; فقال أبو جهل: بأي شيء تهددني يا محمد، والله إني لأكثر أهل الوادي هذا ناديا ; فأنزل الله - عز وجل -: { فَلْيَدْعُ نَادِيَهُ * سَنَدْعُ الزَّبَانِيَةَ}. قال ابن عباس: والله لو دعا ناديه لأخذته زبانية العذاب من ساعته. أخرجه الترمذي بمعناه، وقال: حسن غريب صحيح.
قال الله: ﴿عَلَيْهَا تِسْعَةَ عَشَرَ ۝٣٠ وَمَا جَعَلْنَا أَصْحَابَ النَّارِ إِلَّا مَلَائِكَةً وَمَا جَعَلْنَا عِدَّتَهُمْ إِلَّا فِتْنَةً لِلَّذِينَ كَفَرُوا﴾ [المدثر:30–31] الآيات المدثر قال آدم بن أبي اياس حدثنا حماد بن سلمة حدثنا الأزرق بن قيس عن رجل من بني تميم قال كنا عند أبي العوام فقرأ هذه الآية {عَلَيْهَا تِسْعَةَ عَشَرَ} فقال ما تقولون تسعة عشر ملكا قلنا بل تسعة عشر ألفا فقال ومن أين علمت ذلك قال قلت لأن الله يقول{وَمَا جَعَلْنَا عِدَّتَهُمْ إِلَّا فِتْنَةً لِّلَّذِينَ كَفَرُو} قال أبو العوام صدقت وبيد كل واحد منهم مرزبة من حديد لها شعبتان فيضرب بها الضربة يهوي بها سبعين ألفا بين منكبي كل ملك منهم مسيرة كذا وكذا فعلى قول أبي العوام ومن وافقه الفتنة للكفار إنما جاءت من ذكر العدد الموهم للقلة حيث لم يذكر المميز له ويشبه هذا ما روى سعيد بن بشير عن قتادة في قوله {وَمَا يَعْلَمُ جُنُودَ رَبِّكَ إِلَّا هُوَ} المدثر أي من كثرتهم وكذلك ما روى إبراهيم بن الحكم بن أبان وفيه ضعف عن أبيه عن عكرمة قال إن أول من وصل من أهل النار إلى النار وجدوا على الباب أربع مائة ألف من خزنة جهنم مسودة وجوههم كالحة أنيابهم قد نزع الله الرحمة من قلوبهم ليس في قلب واحد منهم مثقال ذرة من الرحمة لو طار الطائر من منكب أحدهم لطار شهرين قبل أن يبلغ المنكب الآخر ثم يجدون على الباب التسعة عشر عرض صدر أحدهم سبعون خريفا ثم يهوون من باب إلى باب خمسمائة سنة حتى يأتوا الباب ثم يجدون على كل باب منها من الخزنة مثل ما وجدوا على الباب الأول حتى ينتهوا إلى آخرها خرجه ابن أبي حاتم وهذا يدل على أن على كل باب من أبواب جهنم تسعة عشر خزانا هم رؤساء الخزنة تحت يد كل واحد منهم أربعمائة ألف والمشهور بين السلف والخلف أن الفتنة إنما جاءت من حيث ذكر عدد الملائكة الذين اغتر الكفار بقتلهم وظنوا أنهم يمكنهم مدافعتهم وممانعتهم ولم يعلموا أن كل واحد من الملائكة لا يمكن البشر كلهم مقاومته ولهذا قال الله {وَمَا جَعَلْنَا أَصْحَابَ النَّارِ إِلَّا مَلَائِكَةً ۙ وَمَا جَعَلْنَا عِدَّتَهُمْ إِلَّا فِتْنَةً لِّلَّذِينَ كَفَرُوا} إلى قوله {وَمَا يَعْلَمُ جُنُودَ رَبِّكَ إِلَّا هُوَ} المدثر قال السدي إن رجلا من قريش يقال له أبو الاشدين قال يا معشر قريش لا يهولنكم التسعة عشر أنا أدفع عنكم بمنكبي الأيمن عشرة من الملائكة وبمنكبي الأيسر التسعة الباقية ثم تمرون إلى الجنة يقوله مستهزئا فقال الله عز وجل {وَمَا جَعَلْنَا أَصْحَابَ النَّارِ إِلَّا مَلَائِكَةً ۙ وَمَا جَعَلْنَا عِدَّتَهُمْ إِلَّا فِتْنَةً لِّلَّذِينَ كَفَرُوا} وقال قتادة ذكر لنا أن أبا جهل حين نزلت هذه الآية قال يا معشر قريش أما يستطيع كل عشرة منكم أن يأخذوا واحدا من خزنة النار وانتم الدهم وصاحبكم هذا يزعم أنهم تسعة عشر وقال قتادة في التوراة والإنجيل إن خزنة النار تسعة عشر وروي حديث عن الشعبي عن البراء في قول الله عز وجل {عَلَيْهَا تِسْعَةَ عَشَرَ} قال إن رهطا من يهود سألوا رجلا من أصحاب النبي صلى الله عليه وآله وسلم عن خزنة جهنم فقال الله ورسوله أعلم فجاء رجل فأخبر النبي صلى الله عليه وآله وسلم فأنزل الله عليه ساعة إذ {عَلَيْهَا تِسْعَةَ عَشَرَ} فأخبر أصحابه وقال ادعهم فجاؤوا فسألوه عن خزنة جهنم «فأهوى بأصابع كفيه مرتين وأمسك الإبهام في الثانية» خرجه ابن أبي حاتم وحريث هو ابن أبي مطر ضعيف وخرجه الترمذي من طريق مجالد عن الشعبي عن جابر قال قال ناس من اليهود لناس من أصحاب النبي صلى الله عليه وآله وسلم هل يعلم نبيكم عدد خزنة جهنم قالوا لا ندري حتى نسأله فجاء رجل إلى النبي صلى الله عليه وآله وسلم فقال يا محمد غلب أصحابك اليوم قال «وما غلبوا» قال سألتهم يهود هل يعلم نبيكم عدد خزنة جهنم قال «فما قالوا» قالوا لا ندري حتى نسأل نبينا صلى الله عليه وآله وسلم فقال «يغلب قوم سئلوا عما لا يعلمون فقالوا لا نعلم حتى نسأل نبينا لكنهم قد سألوا نبيهم فقالوا أرنا الله جهرة علي بأعداء الله» فلما جاؤوا قالوا يا أبا القاسم كم عدد خزنة جهنم قال «هكذا أو هكذا في مرة عشرة وفي مرة تسعة» قالوا نعم وهذا أصح من حديث حريث المتقدم قاله البيهقي وغيره وخرج الإمام أحمد من حديث عبد الله بن عمرو بن العاص قال خرج علينا رسول الله صلى الله عليه وآله وسلم يوما كالمودع فقال «أنا محمد النبي الأمي» ثلاثا «ولا نبي بعدي أوتيت فواتح الكلم وخواتمه وجوامعه وعلمت كم خزنة النار وحملة العرش» وذكر بقية الحديث.
فصل في تفسير قوله تعالى {عَلَيْها مَلائِكَةٌ غِلاظٌ شِدادٌ} وقد وصف الله الملائكة الذين على النار بالغلظ والشدة قال الله: ﴿عَلَيْهَا مَلَائِكَةٌ غِلَاظٌ شِدَادٌ لَا يَعْصُونَ اللَّهَ مَا أَمَرَهُمْ وَيَفْعَلُونَ مَا يُؤْمَرُونَ ۝٦﴾ [التحريم:6] وروى أبو نعيم بإسناده عن كعب قال إن الخازن من خزان جهنم مسيرة ما بين منكبيه سنة وإن مع كل واحد منهم لعمود له شعبتان من حديد يدفع به الدفعة فيكب به في النار سبعمائة ألف.